# Lumina (wieś)
Lumina – wieś w Rumunii, w okręgu Konstanca, w gminie Lumina. W 2011 roku liczyła 7800 mieszkańców.